# Linus Diko
Linus Jacob Diko (14 november 1965) is een Surinaams bestuurder en voormalig hoogleraar en politicus. Hij was van 2010 tot 2012 minister Regionale Ontwikkeling. Sinds 2019 is hij president-directeur van het mijnbouwbedrijf Grassalco.

## Biografie
Linus Diko werd geboren aan de Surinamerivier, in Asigron of Nieuw Lombé.
Nadat Diko in 1993 zijn bachelor in geologie behaalde aan de Anton de Kom Universiteit van Suriname (AdeKUS), ging hij naar België voor een vervolgstudie aan het Geologisch Instituut van de Universiteit van Gent. Hier behaalde hij in 1995 zijn master in aardwetenschappen. In 2004 promoveerde hij tot doctor op een proefschrift over lateriet bauxiet in een gezamenlijk programma van beide universiteiten.
In 1995 richtte hij de Stichting Asigron op, waarvan hij sinds de oprichting tot 2002 voorzitter was. Hierna bleef hij aan als adviseur. De stichting is lid van het NGO-Forum en richt zich op de ontwikkeling van zijn geboortedorp.
Van 1995 tot 2003 doceerde hij voltijds aan de AdeKUS. Aansluitend werkte hij voor het Merian Gold Project van Surgold als geoloog en manager. Van 2007 tot 2010 was hij manager voor gemeenschapszaken en externe relaties voor het bedrijf.
Ondertussen was hij in 2001 bestuurslid geworden van de politieke partij BEP, en vanaf 2007 was hij vicevoorzitter van deze partij. In 2010 werd hij lid van het eerste kabinet van Bouterse, als minister van Regionale Ontwikkeling. Na twintig maanden kreeg hij eervol ontslag van Bouterse en werd hij opgevolgd door Stanley Betterson. Nadien typeerde hij deze periode als leerrijk.
Tijdens zijn ministerschap (van 2010 tot 2012) nam hij afscheid van de BEP en richtte hij de politieke partij BP-2011 op. Hierbij kreeg hij steun van de parlementsleden Waldie Ajaiso en Diana Pokie met wie hij deel uitmaakte van de A-Combinatie. In 2015 maakte hij met zijn partij een stembusafspraak met de Megacombinatie onder leiding van Desi Bouterse. In hetzelfde jaar ging BP-2011 met de Plattelands Bewoners Partij en Seeka op in de A Nyun Combinatie. Een deel van zijn partijleden keerde terug naar de BEP.
In 2016 werd Diko benoemd tot president-commissaris van het mijnbouwbedrijf Grassalco. In 2019 volgde hij hier Sergio Akiemboto op als president-directeur.
In aanloop naar de verkiezingen van 2025 maakte hij zijn overstap bekend naar de Algemene Bevrijdings- en Ontwikkelingspartij (ABOP). Dit deed hij op 15 februari 2025  tijdens de viering van het 35-jarig bestaan van de ABOP op het Frimangronplein.